# Juanulloa mexicana
Juanulloa mexicana là loài thực vật có hoa trong họ Cà. Loài này được (Schltdl.) Miers mô tả khoa học đầu tiên năm 1849.